# Factor intrínseco
El factor intrínseco gástrico o factor intrínseco de Castle (llamado así en honor a William Bosworth Castle en reconocimiento a sus contribuciones), comúnmente simplificado como factor intrínseco, es una glucoproteína producida por las células parietales de la mucosa gástrica (estómago), la cual es necesaria para la absorción intestinal de la vitamina B12.
El factor intrínseco, cuyo peso molecular aproximado es de 60,000 [cita requerida] es necesario para el transporte ileal de la vitamina B12, tanto de la vitamina de la dieta como la que se excreta continuamente por la bilis.
El complejo vitamina B12-factor intrínseco llega al íleon donde interactúa con un receptor específico sobre las células de la mucosa ileal y es transportado a la circulación sanguínea.

## Deficiencia del Factor intrínseco
La deficiencia del factor intrínseco puede ser originada por alguna enfermedad en que la mucosa gástrica disminuya y por consiguiente se destruyan las células parietales ubicadas allí,  esto produce anemia perniciosa precisamente causada por falta de vitamina B12. Para que haya una deficiencia de esta vitamina es posible que se requieran varios años después de que deja de producirse el factor intrínseco en el fondo gástrico, ya que el hígado contiene grandes cantidades de esta vitamina.